# Cartola Mascarado
O Cartola mascarado é um super-herói das histórias em quadrinhos Disney. É o alter-ego do Tio Patinhas.
Personagem criado em 1987, por Massimo Marconi e Massimo de Vita, na Itália. Estreou no Brasil com a história "O misterioso Cartola mascarado" publicada na revista Tio Patinhas 278, em 1988.
Nesta história, após pedir a ajuda do Superpato e da Superpata para serem seguranças de um carregamento de ouro, e ter a ajuda negada de ambos, Tio Patinhas decide se vestir de Cartola mascarado e ser seu próprio segurança. Tudo dá errado para o Cartola, mas mesmo assim, no final, com a ajuda do Superpato e da Superpata, o carregamento segue seu destino, em segurança e os Irmãos Metralha, os vilões da história, se saem mal.
Essa história foi republicada na revista "Superpato 40 anos", comemorando os 40 anos de criação do personagem Superpato, em dezembro de 2009, pela Editora Abril.
O Cartola mascarado faz parte do Clube dos super-heróis Disney.

## Nome em outros idiomas
- Inglês: Tuba Mascherata
- Italiano: Tuba Mascherata